# Font de Canaletes
La font de Canaletes està situada a la part alta de la Rambla de Barcelona, tocant a la plaça de Catalunya. Com a punt de trobada de barcelonins i forans i espai de celebració de les victòries esportives dels equips catalans, ha esdevingut un dels monuments més visitats de la ciutat.

## Història i descripció
El nom prové d'una font que hi havia al segle xvi, on l'aigua baixava per unes canaletes que donaven a un abeurador. L'aigua provenia de les mines de Collserola i entrava a la ciutat pel Portal de l'Àngel, des d'on una canal de ceràmica la portava per la muralla. Estava situada al pati de l'edifici dels Estudis Generals, que ocupava la major part de l'actual Rambla de Canaletes. Quan aquest edifici va ser enderrocat el 1843, s'hi va instal·lar una nova font a la Rambla, l'aigua de la qual provenia de la mina de Montcada. 

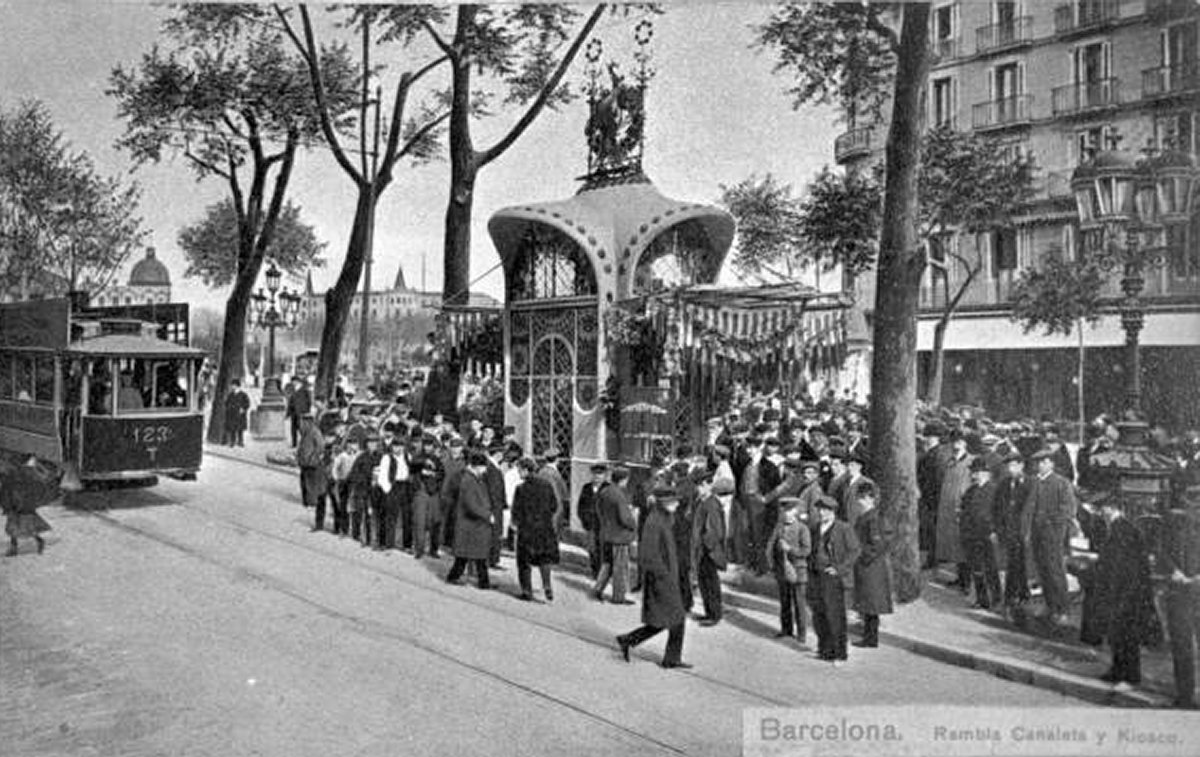
El tramvia, el quiosc de Canaletes i la font (1909)

La font actual és de ferro colat i té quatre brolladors. Està coronada per un fanal de quatre llums i en un angle hi ha una petita font per als gossos. Es tracta del model «font fanal», creat per l'arquitecte municipal Pere Falqués el 1889 i va ser fosa per la Foneria Colomer.
Hi ha una llegenda que engresca a molts visitants a beure aigua de la font: «qui beu de Canaletes, torna a la ciutat», de manera que tothom a qui agradi la ciutat o tingui motius per tornar-hi s'hi apropa per beure-hi com si fos una superstició. Aquesta llegenda ha estat recollida per molts cronistes, i alguns donen la versió que l'aigua de la font embruixa a qui la beu i li desperta una gran passió per la ciutat de Barcelona impedint-li de marxar-ne.
La font també és famosa per ser el lloc on es reuneix l'afició «culer» per a celebrar els èxits del Futbol Club Barcelona. El motiu ve del fet que, als anys 1930, per a conèixer els resultats dels equips catalans, els aficionats al futbol anaven a la redacció del diari La Rambla per a llegir els resultats, que es posaven en una pissarra davant de la font.

Detalls de la font
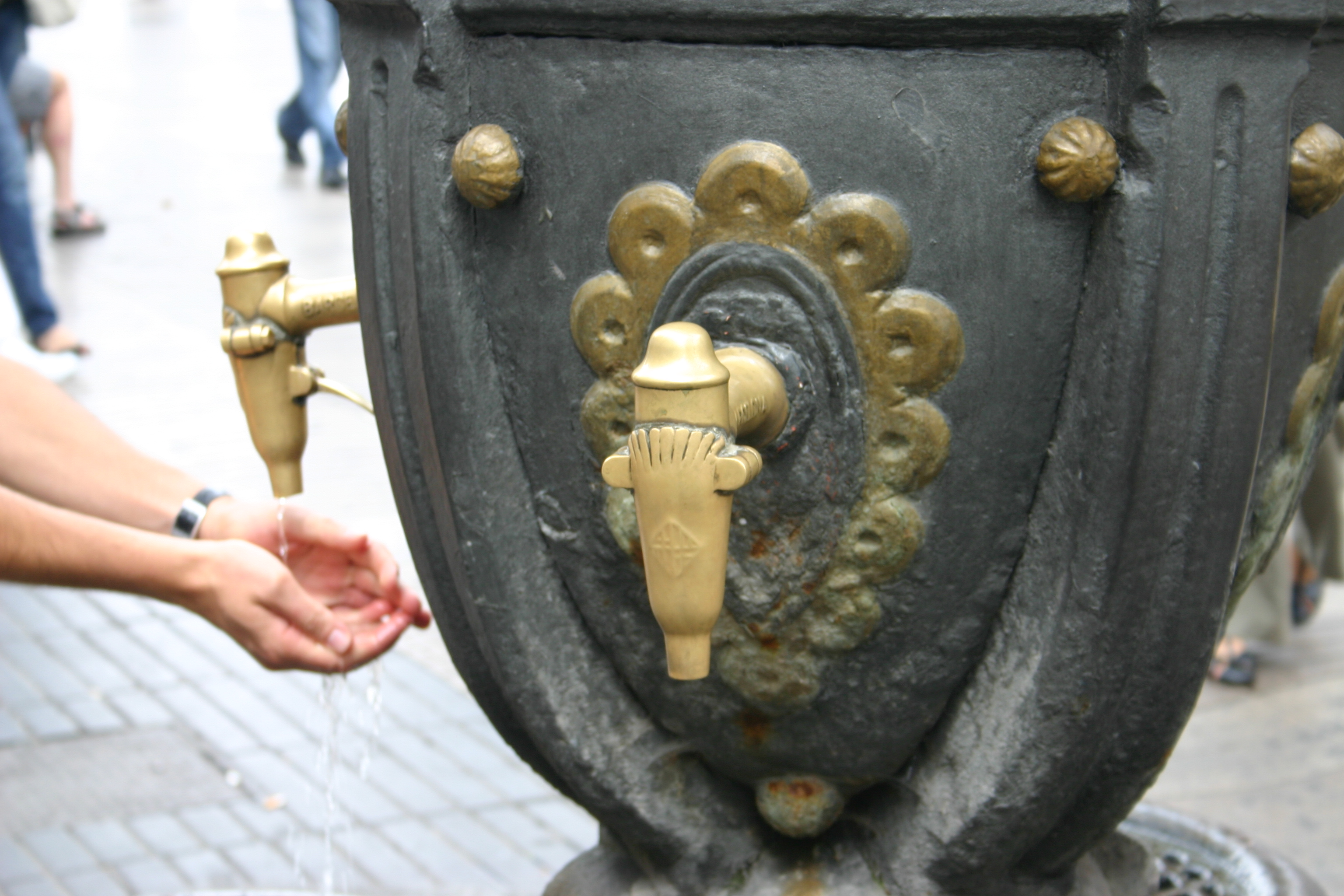
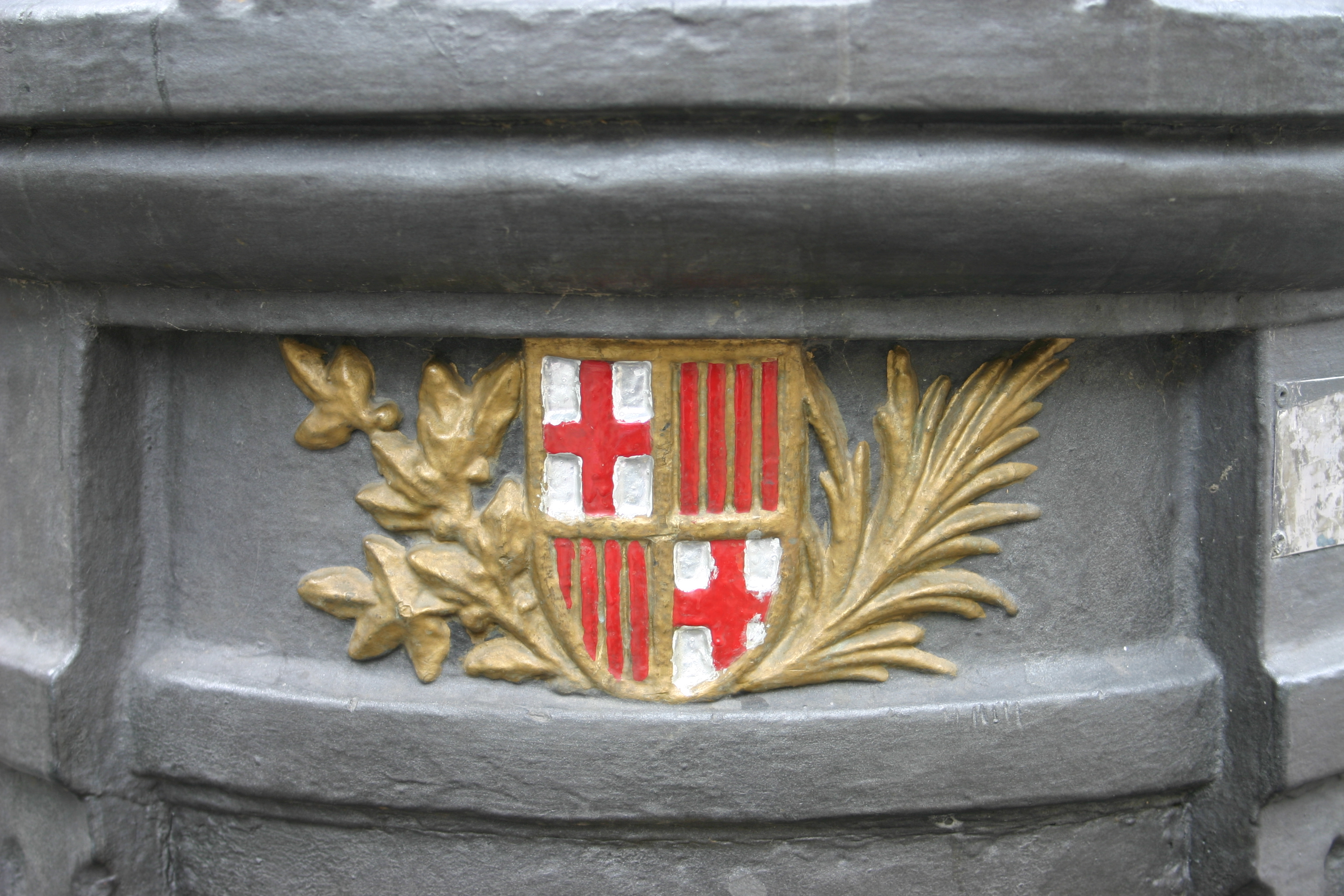
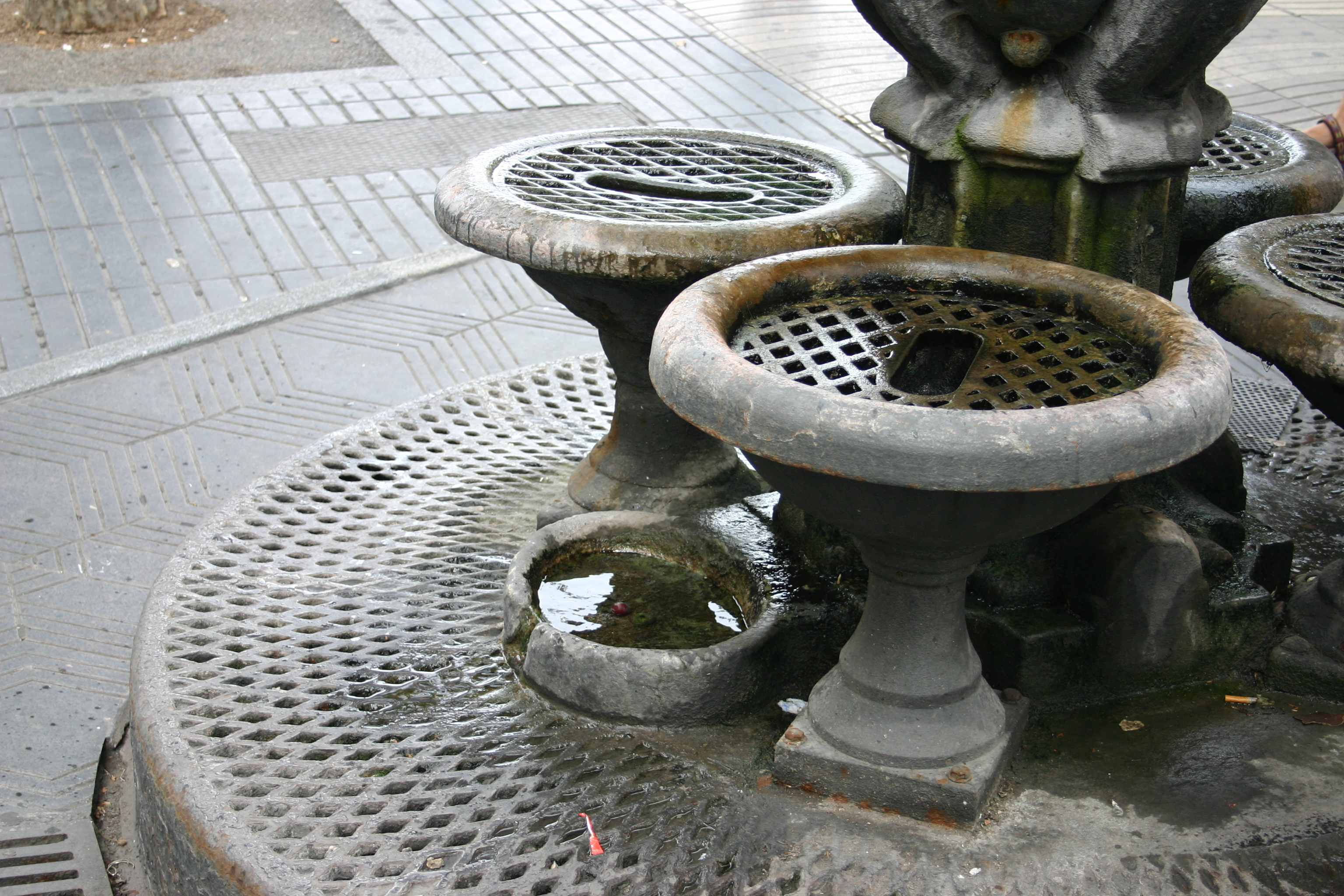
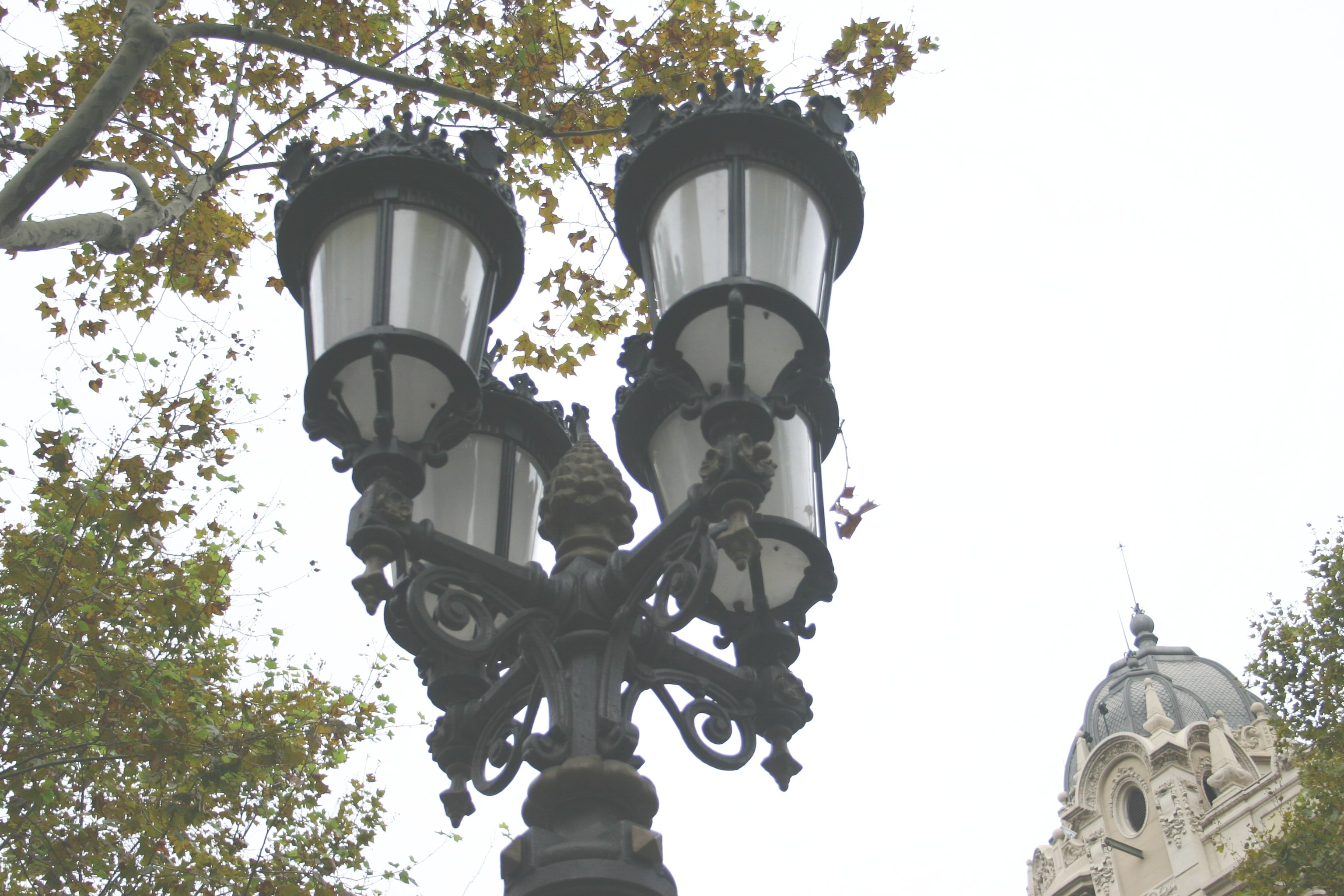
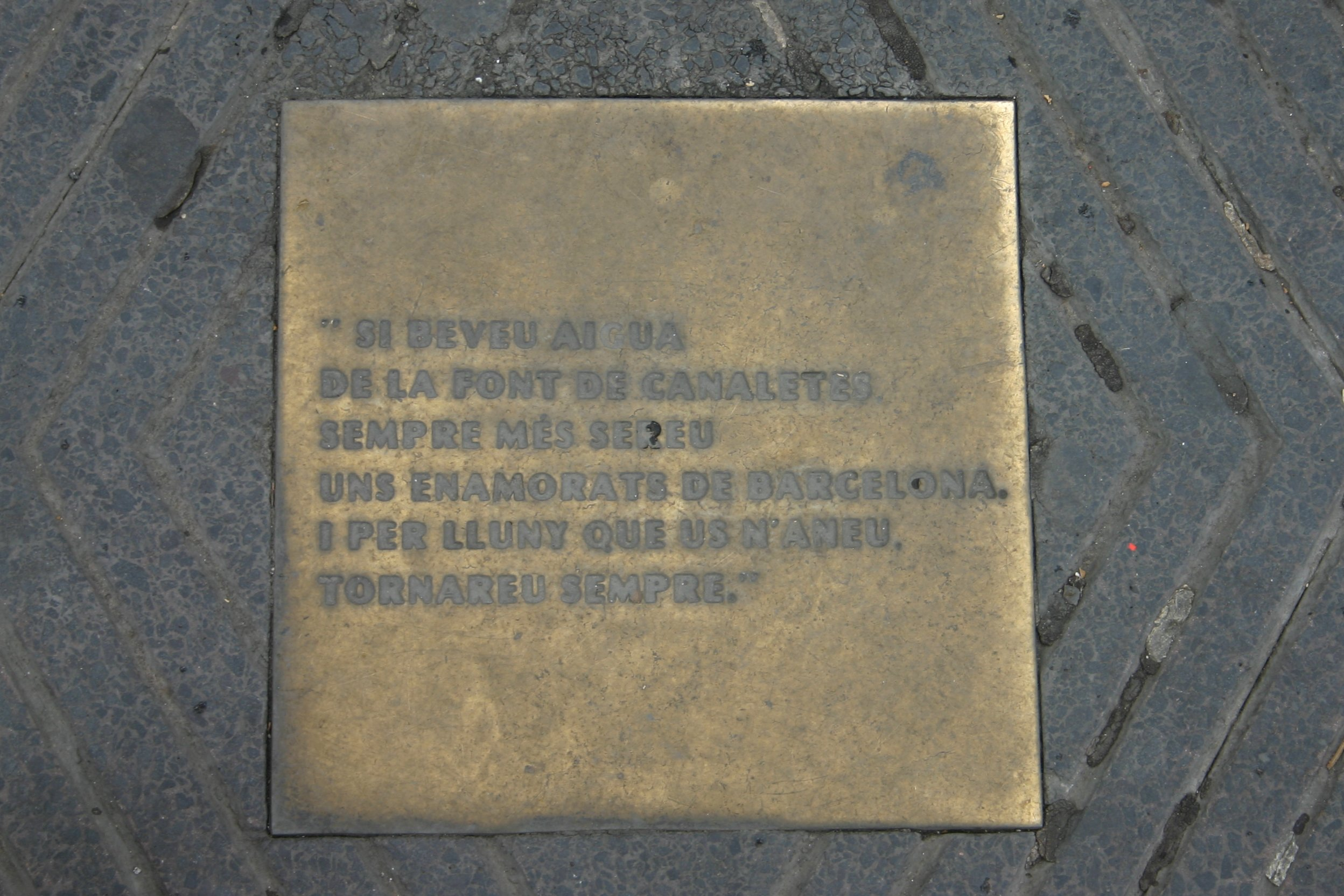

### Rèpliques
A la ciutat de Barcelona hi ha 16 fonts més idèntiques a la de Canaletes Rambla. Algunes d'elles eren regal de la ciutat als nous barris que eren agregats a partir dels municipis veïns. Estan situades a: placeta de Sant Miquel, Plaça de Trilla, lateral de la Ronda de Dalt (tocant al Parc de Cervantes), plaça de Santes Creus (Horta), carrer Gran de Sant Andreu (cantonada carrer de Joan Torras), carrer de Sant Adrià (davant del mercat del Bon Pastor), Via Trajana (cantonada carrer de Binèfar), carrer Fluvià (davant de l’ambulatori), plaça del Fènix (La Bordeta), plaça del Sortidor, avinguda del Paral·lel (cantonada Ronda Sant Pau), plaça de Sant Agustí Vell, Portal de l’Angel / Santa Anna, Gran Via (cantonada Rambla Catalunya), Gran Via (cantonada Pau Claris), plaça de la Barceloneta. Dintre de la botiga del Barça a la Rambla hi ha mitja font davant d'un mirall que fa la impressió de ser sencera.
L'Ajuntament de Barcelona també ha obsequiat rèpliques de la font a: Lloret de Mar, el 1968; Calaf, Sant Andreu de la Barca, Còrdova, el 1982: Granada, el 1982. A Salamanca també hi ha una còpia, sense els fanals, a la plaça de Barcelona, des del 2010. La Companyia d'Aigües de Barcelona ha donat còpies de la font a: L'Havana (Cuba), el 2002; Buenos Aires (Argentina), el 1996; Cartagena (Colòmbia), el 1999; Montevideo (Uruguai), el 1999; Santiago de Xile (Xile); León (Mèxic), el 2012.

Rèpliques a Barcelona
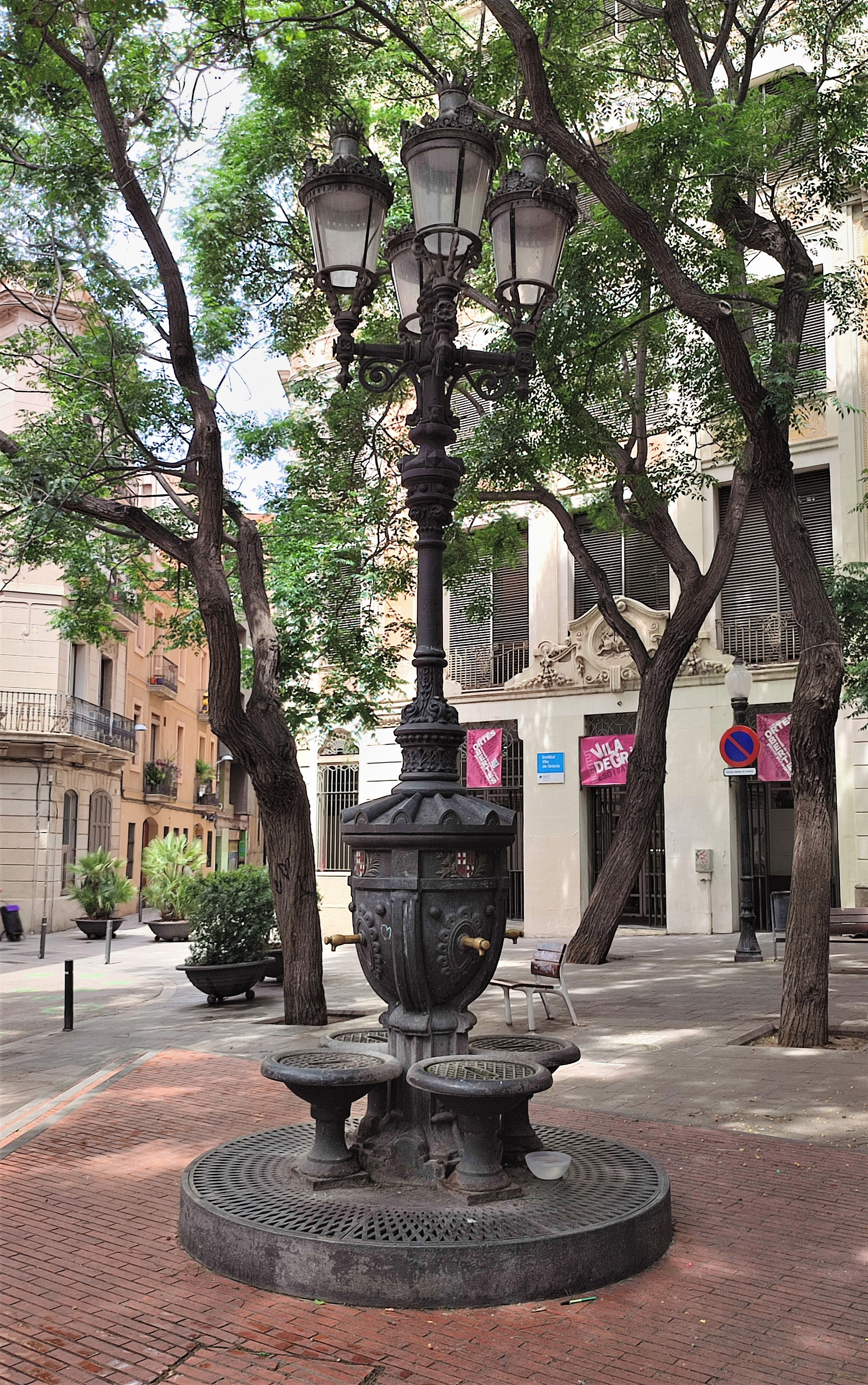
Placeta de Sant Miquel, Gràcia
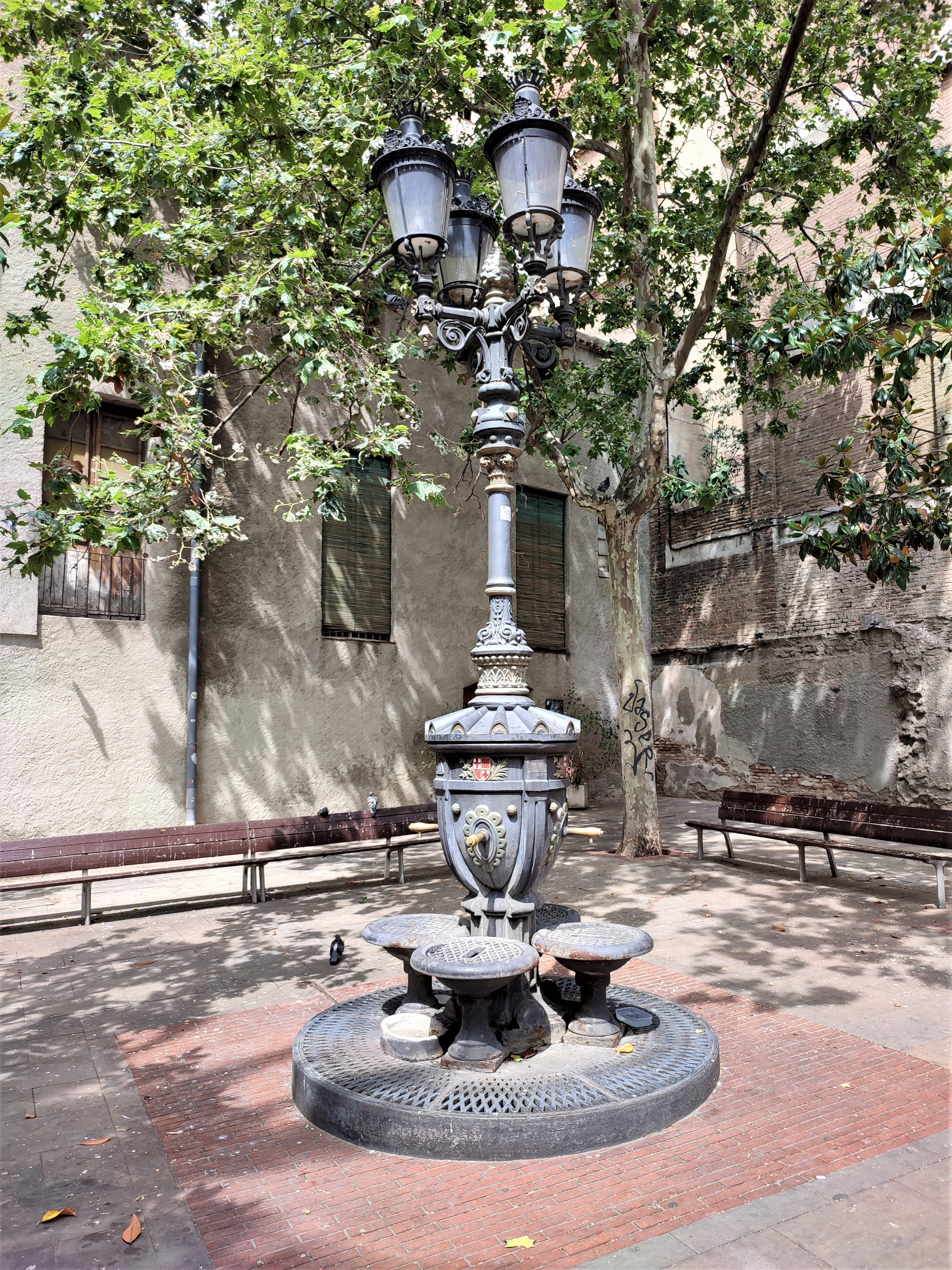
Plaça de Trilla, Gràcia
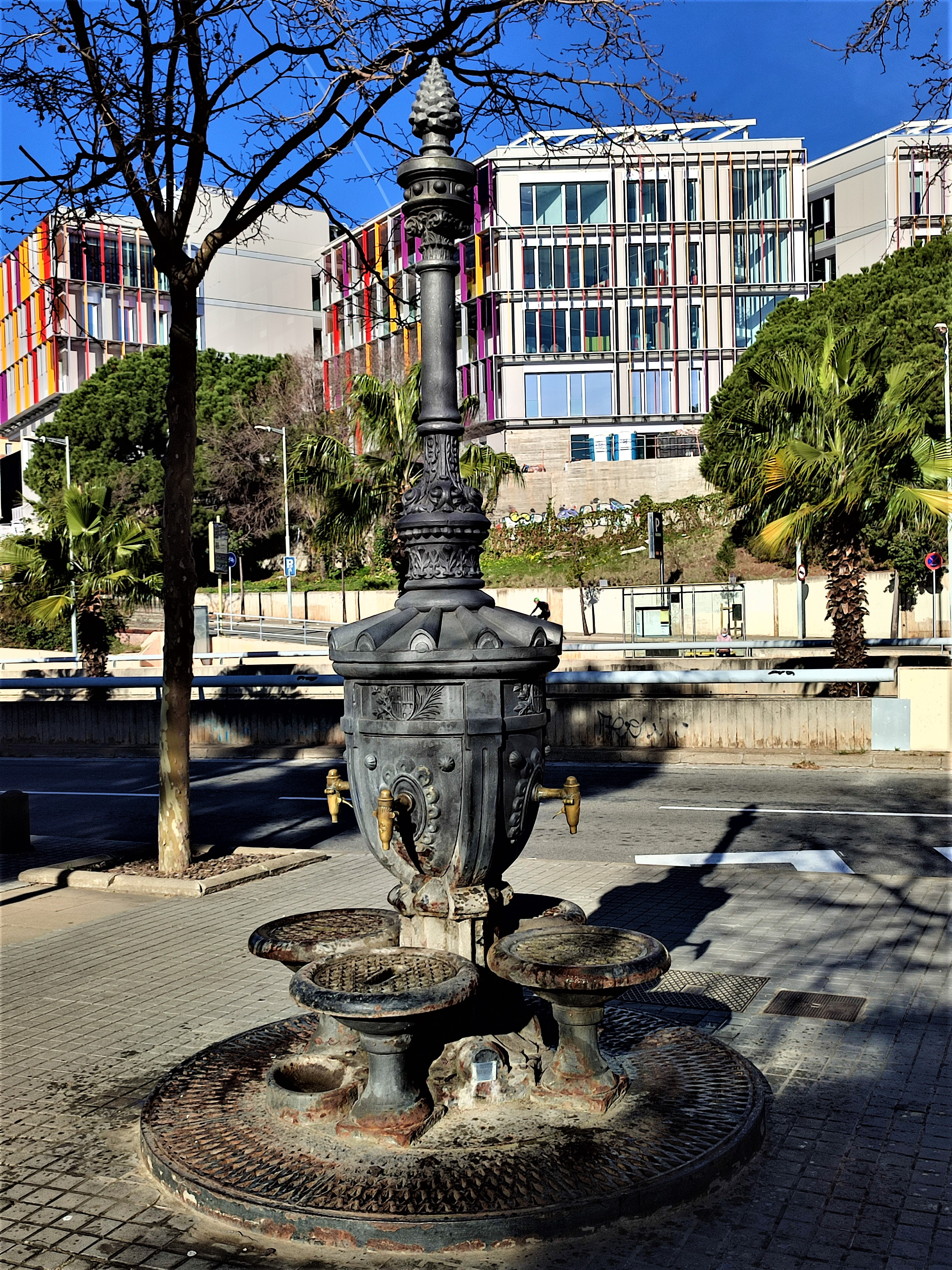
Parc de Cervantes, Pedralbes
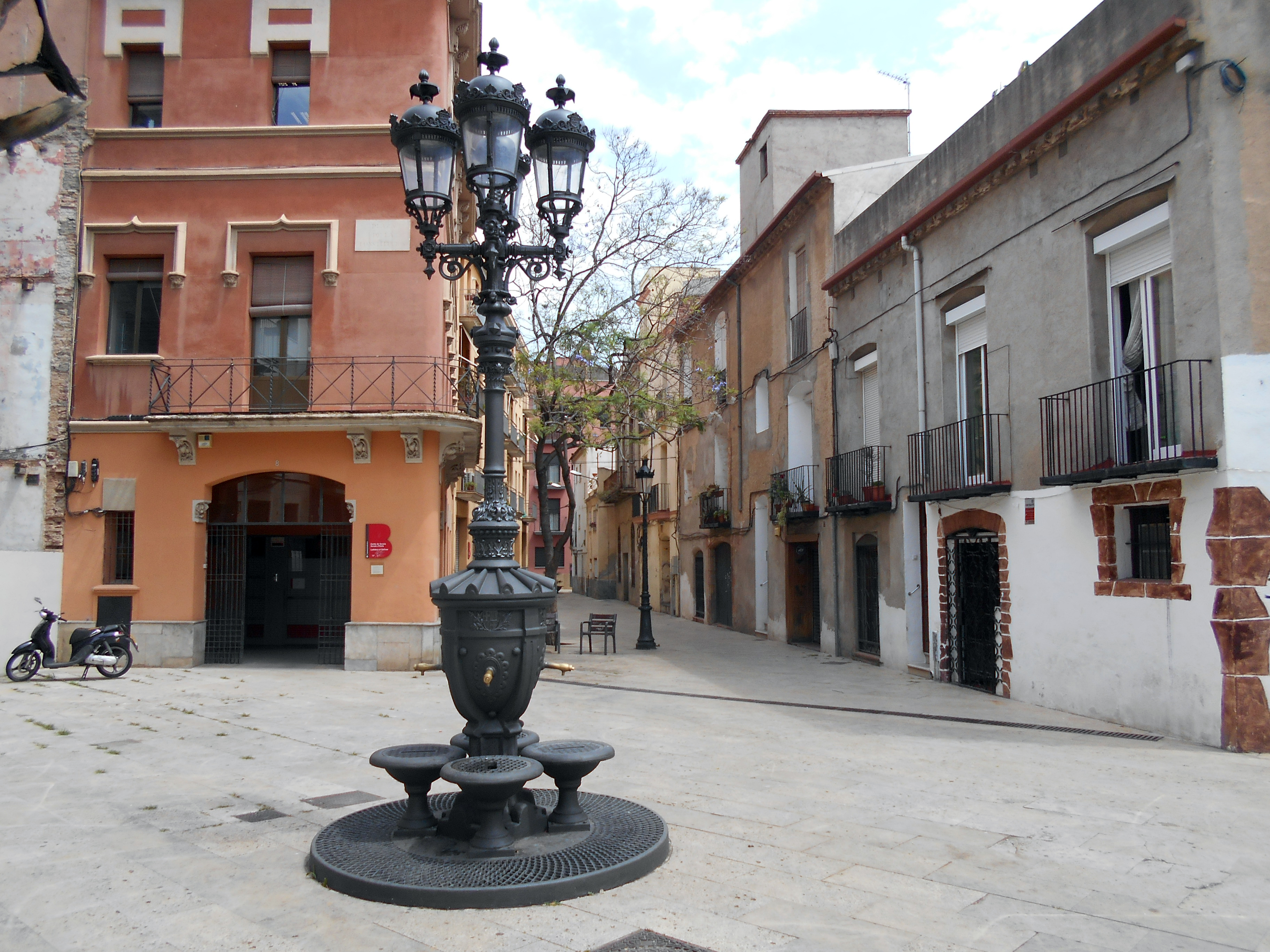
Plaça de Santes Creus, Horta
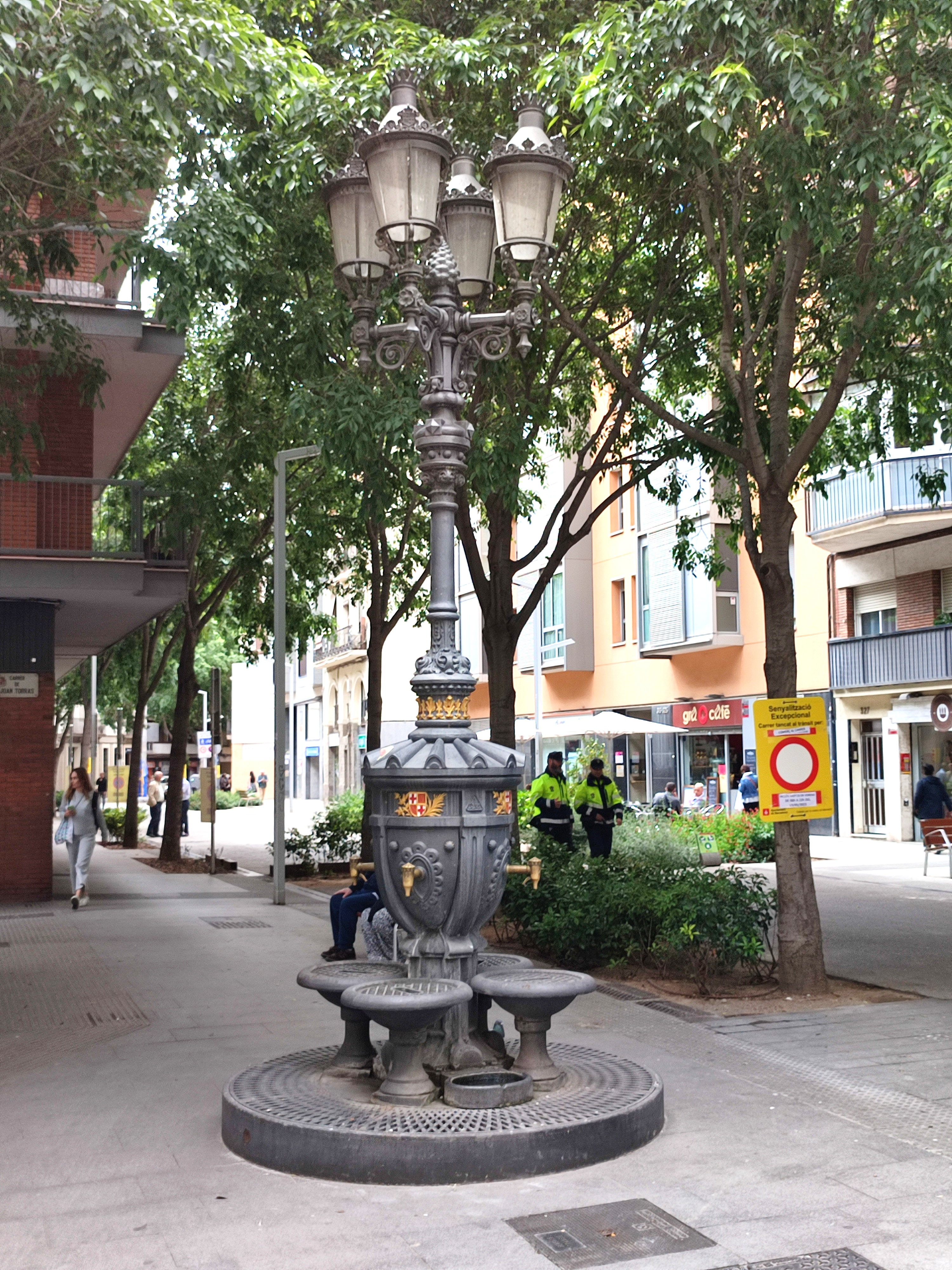
Carrer Gran de Sant Andreu, Sant Andreu de Palomar
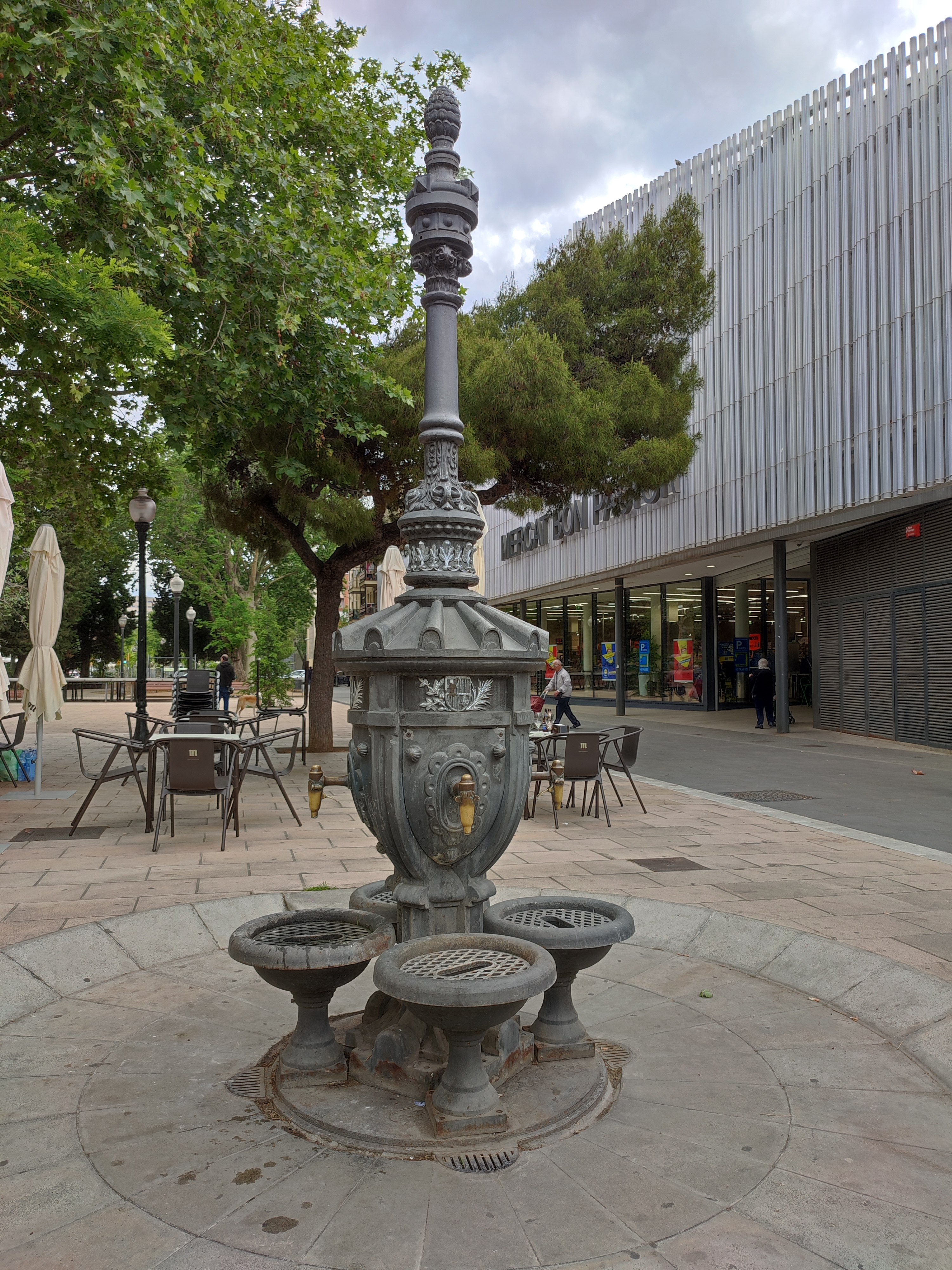
Carrer de Sant Adrià, Bon Pastor
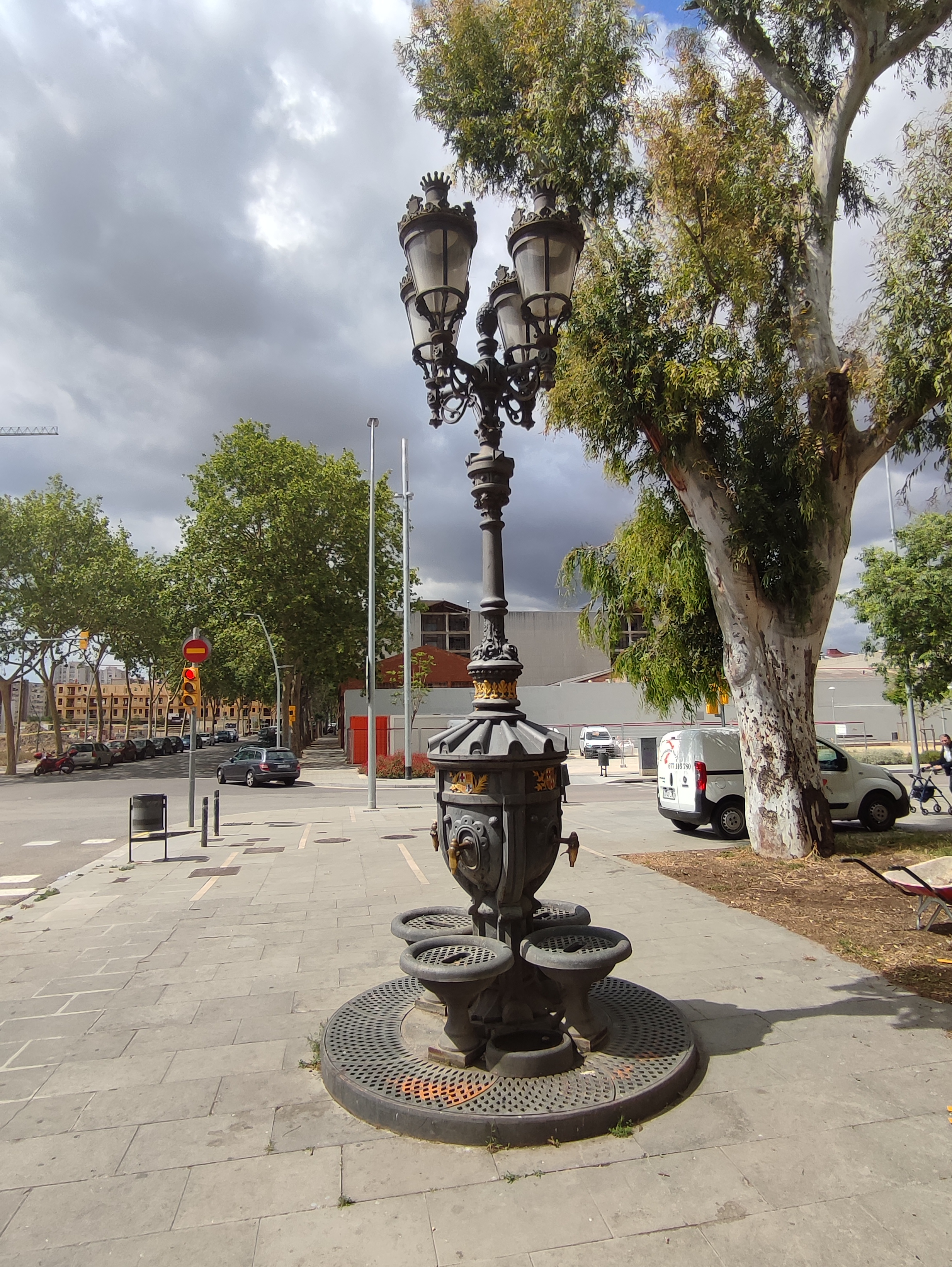
Via Trajana, la Verneda i la Pau
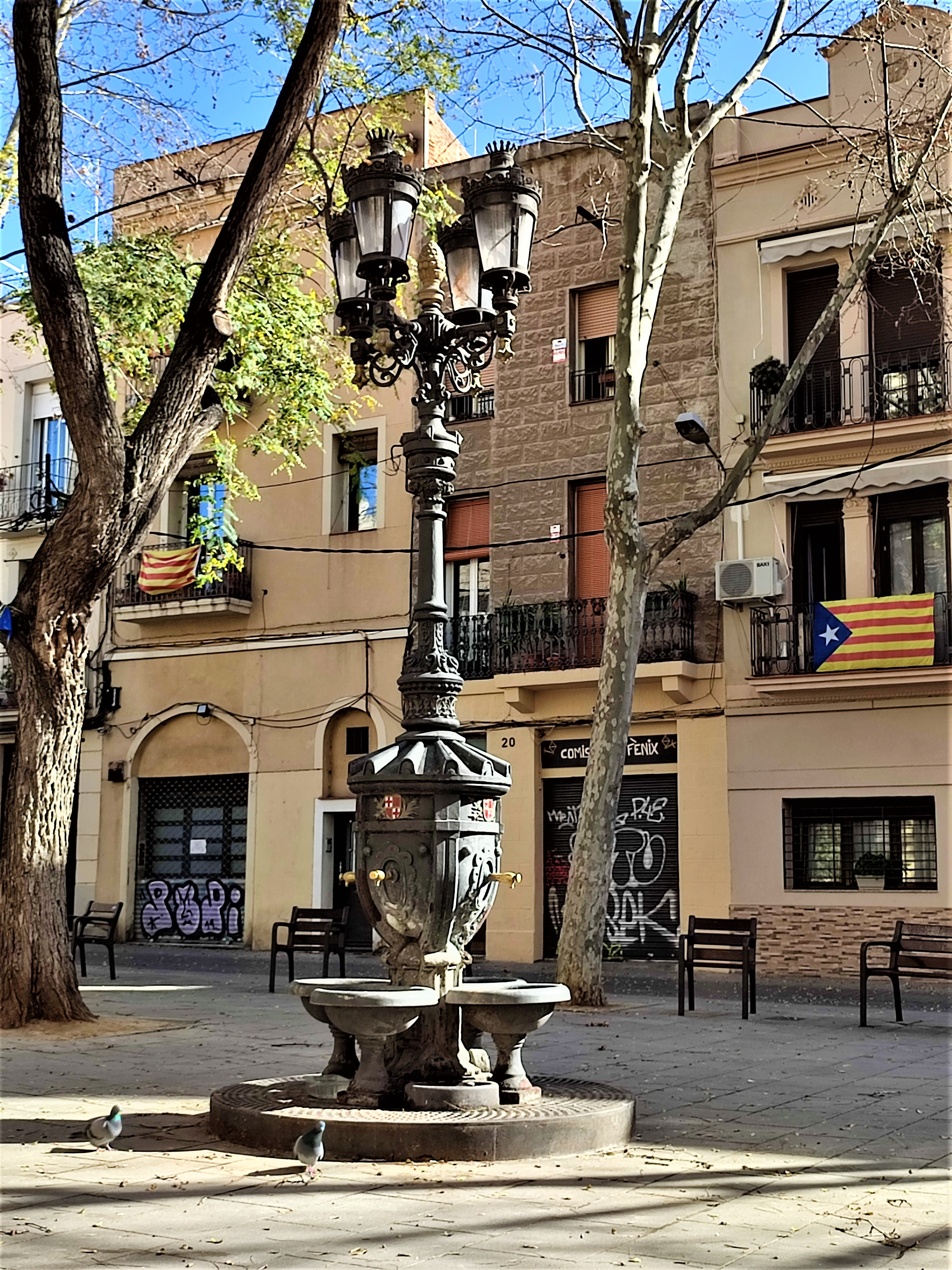
Plaça del Fènix, la Bordeta
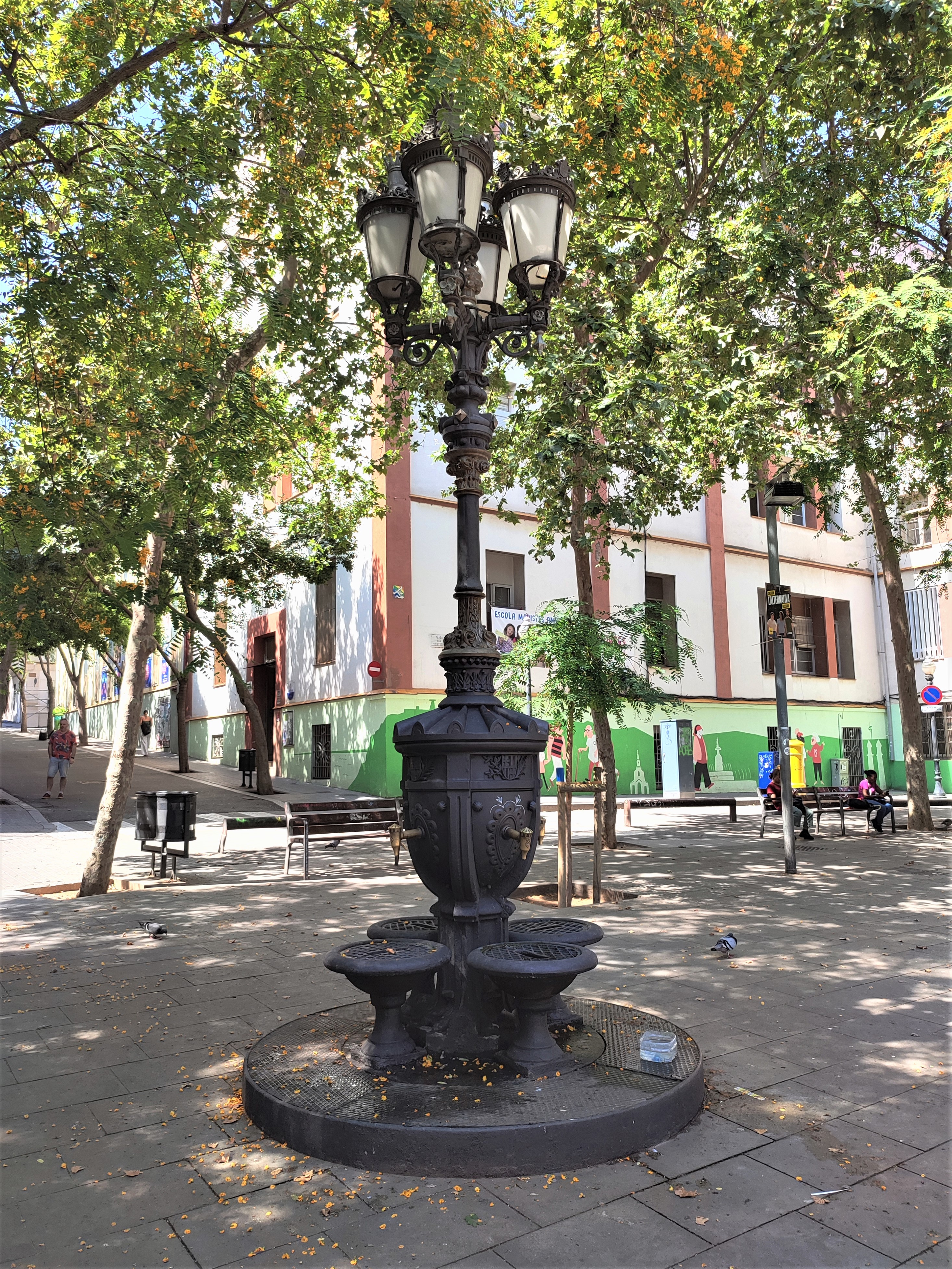
Plaça del Sortidor, el Poble Sec
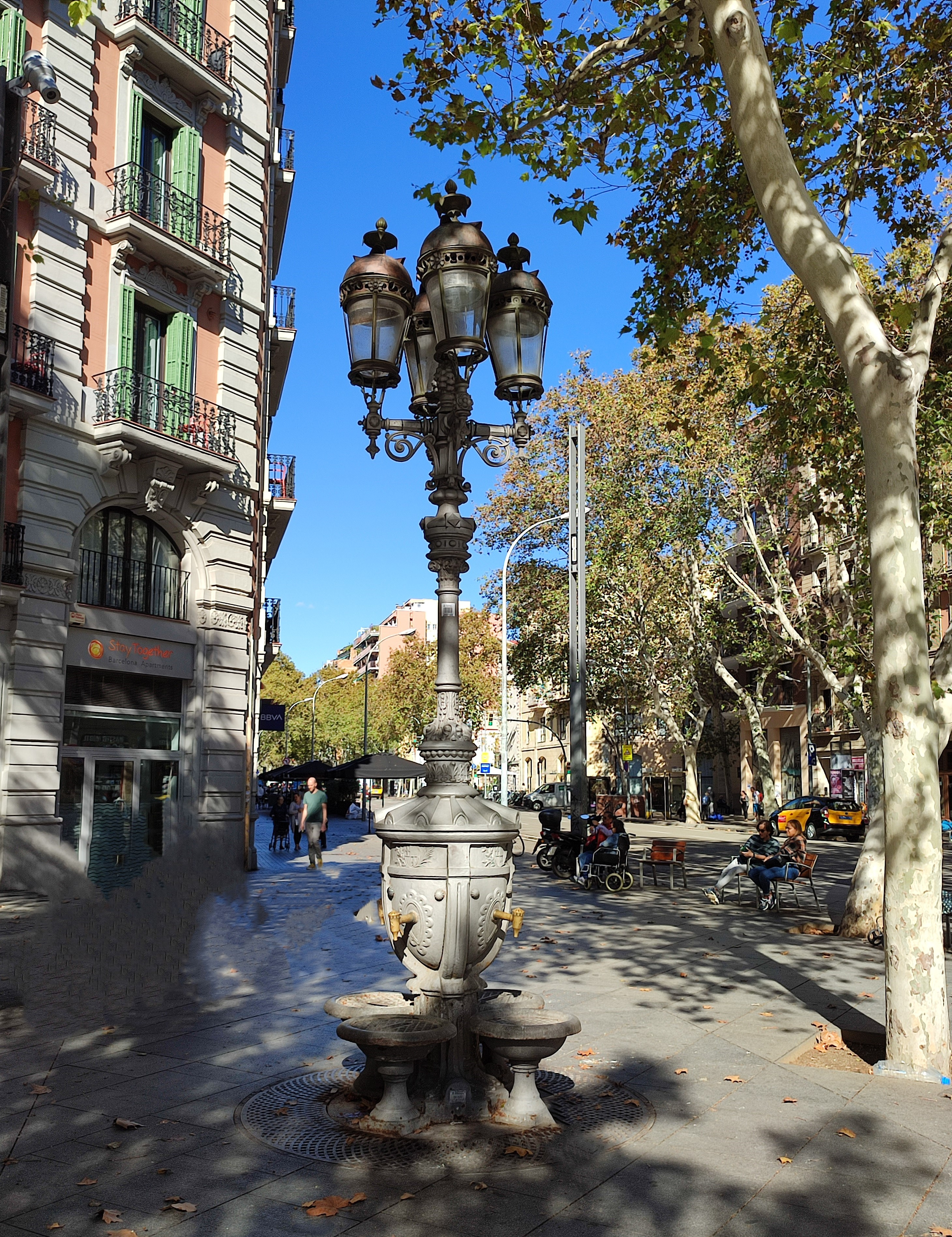
Paral·lel / Ronda de Sant Pau, Sant Antoni
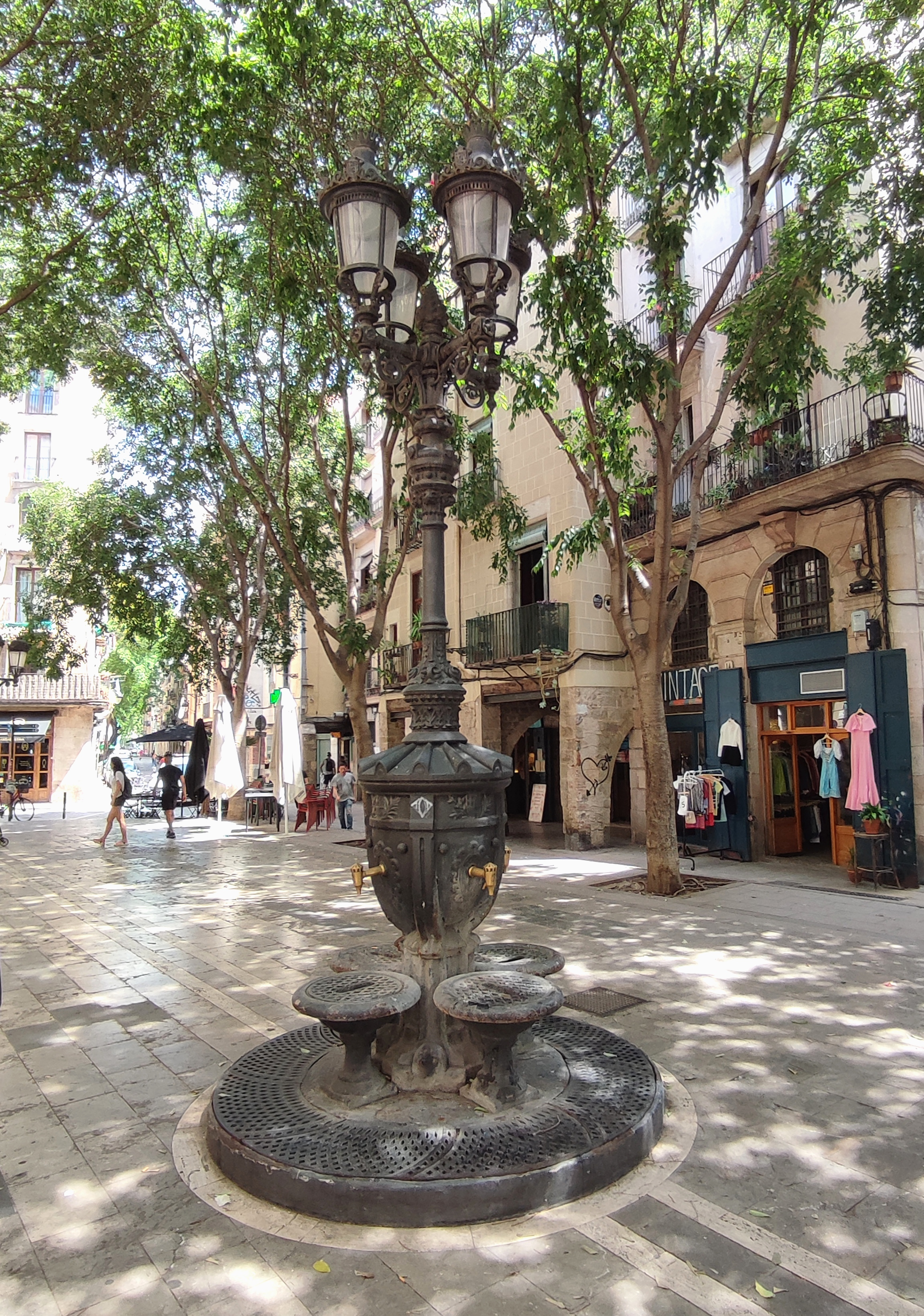
Plaça de Sant Agustí Vell, Sant Pere, Santa Caterina i la Ribera
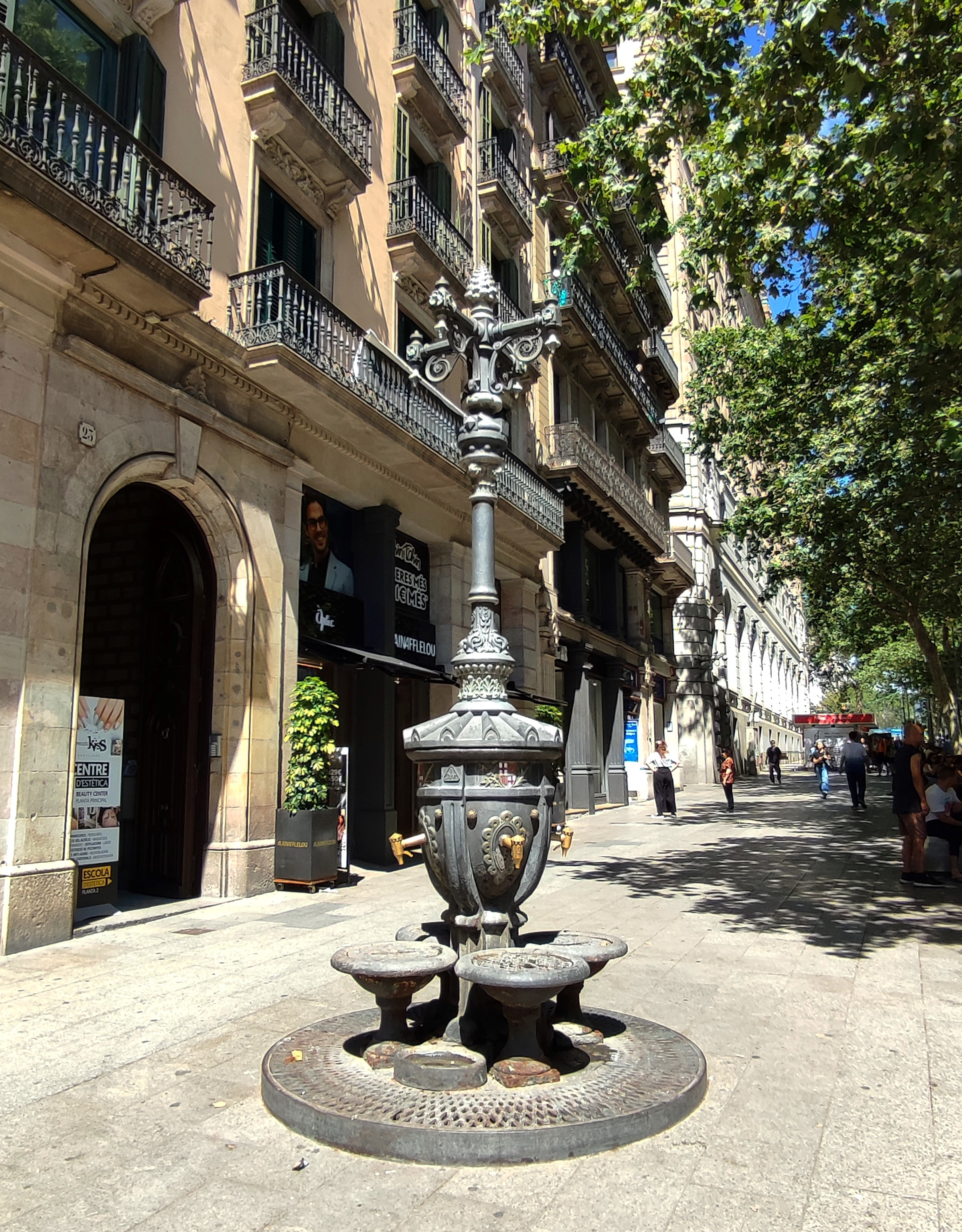
Portal de l'Àngel, el Gòtic
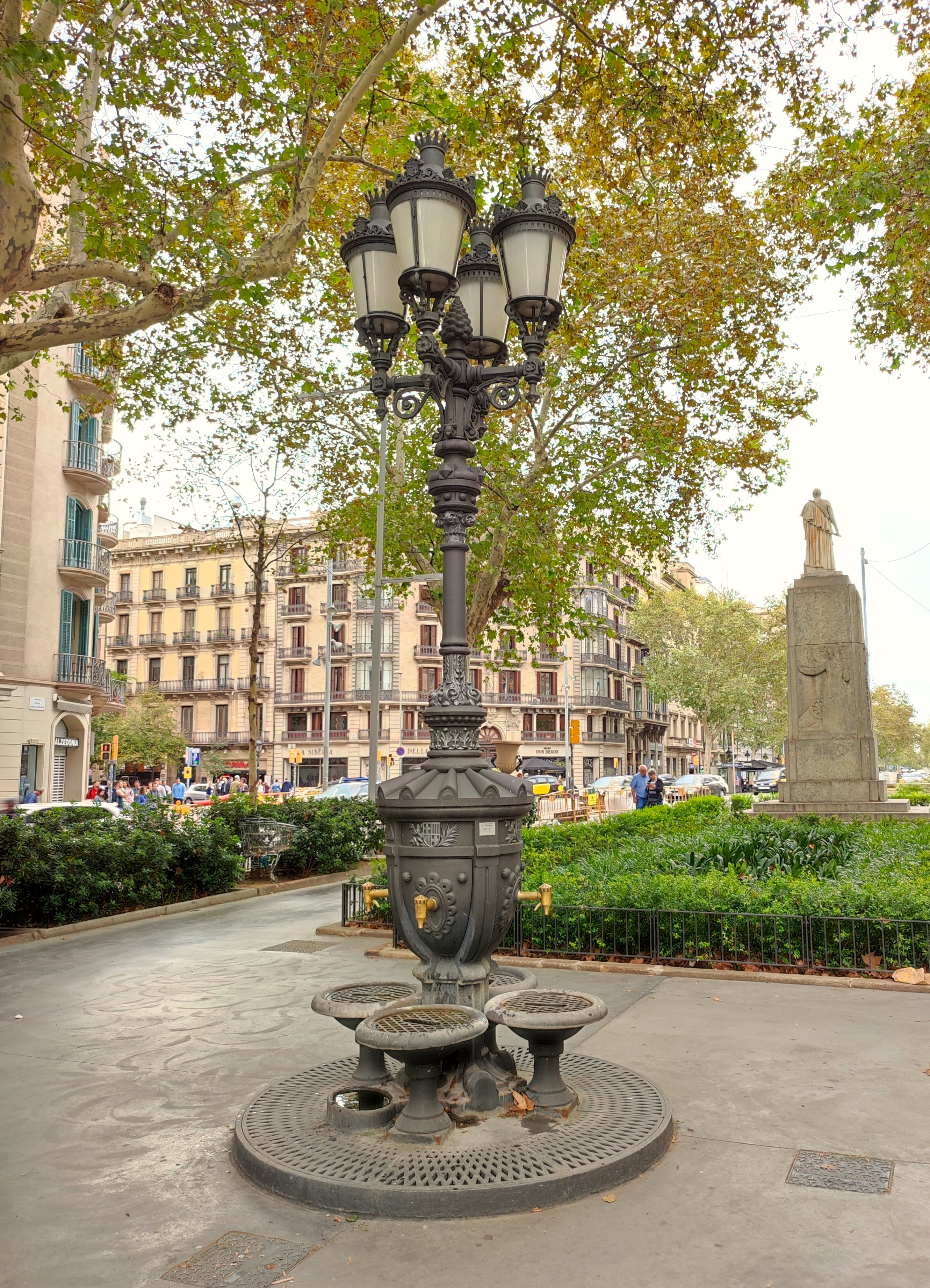
Gran Via / Rambla Catalunya, Dreta de l'Eixample
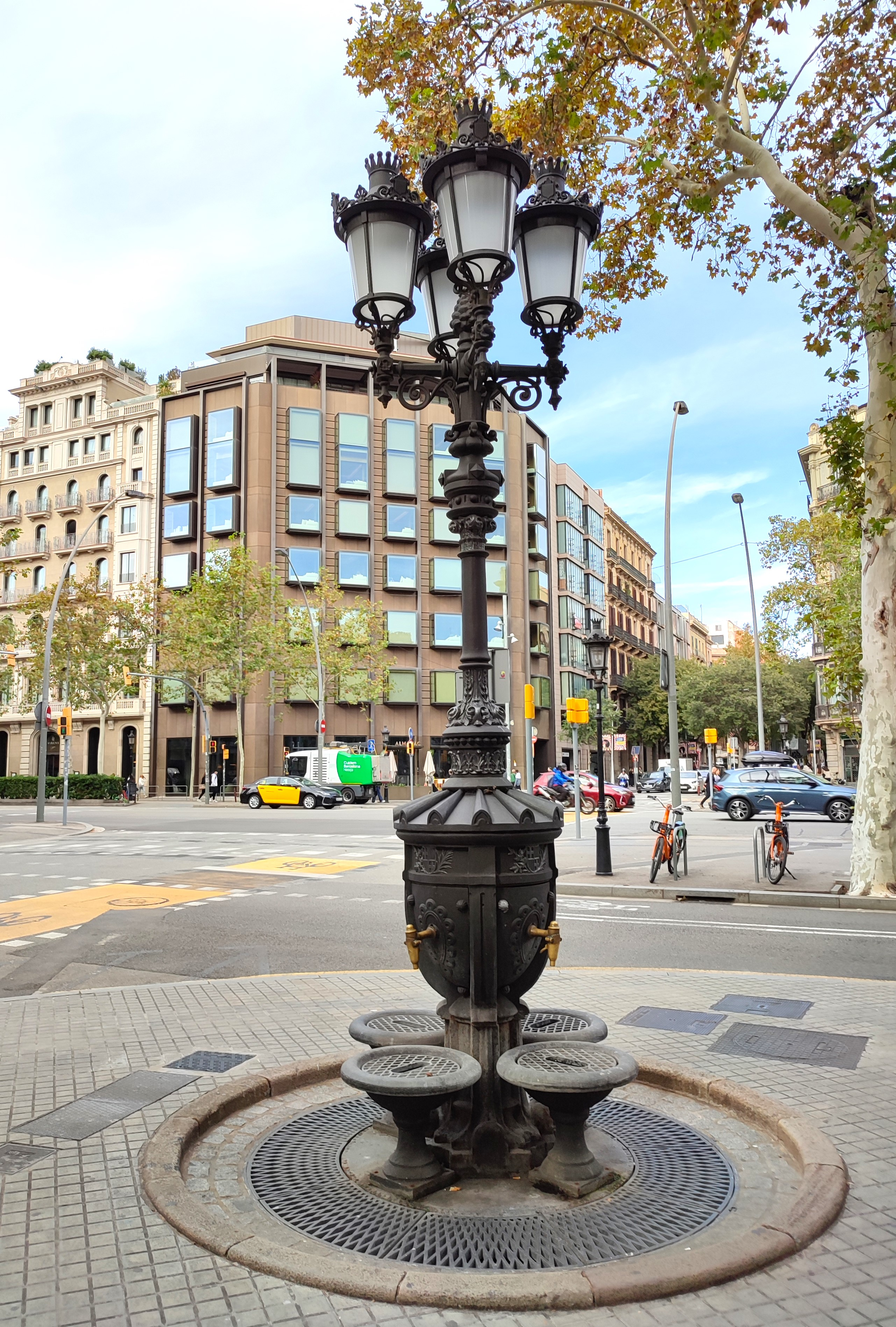
Gran Via / Pau Claris, Dreta de l'Eixample
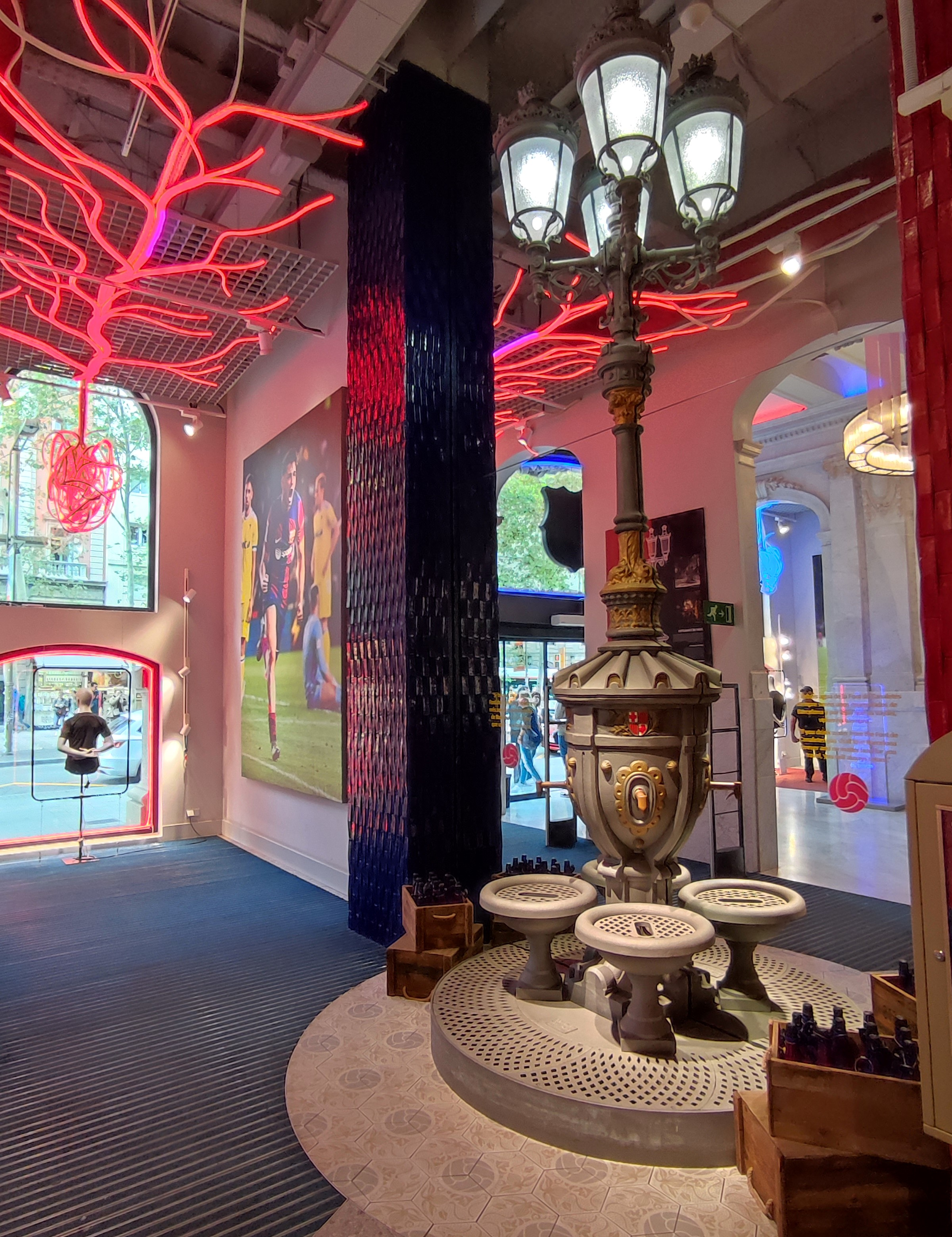
Botiga del Barça, el Gòtic

Rèpliques arreu
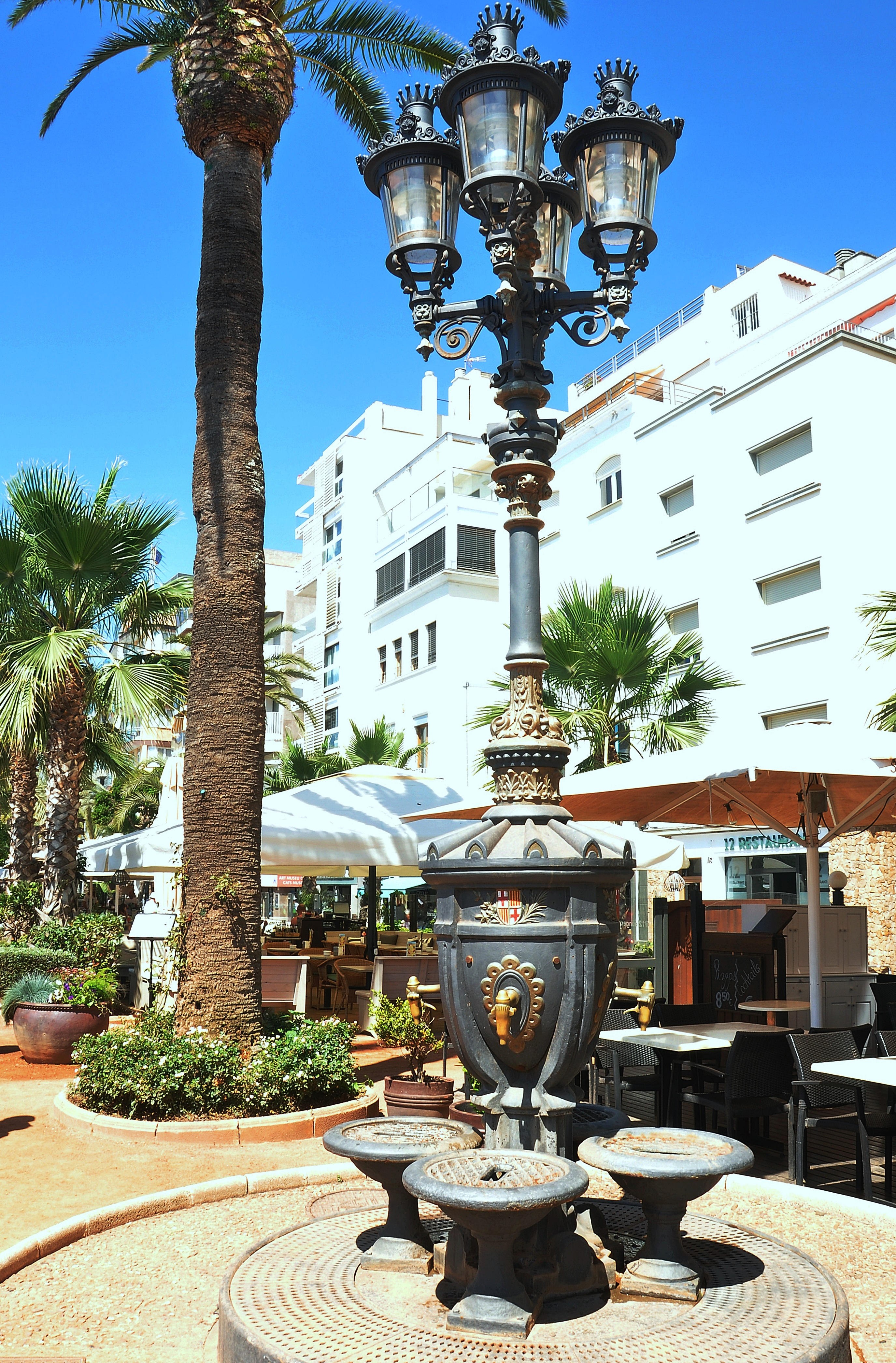
Lloret de Mar (la Selva)
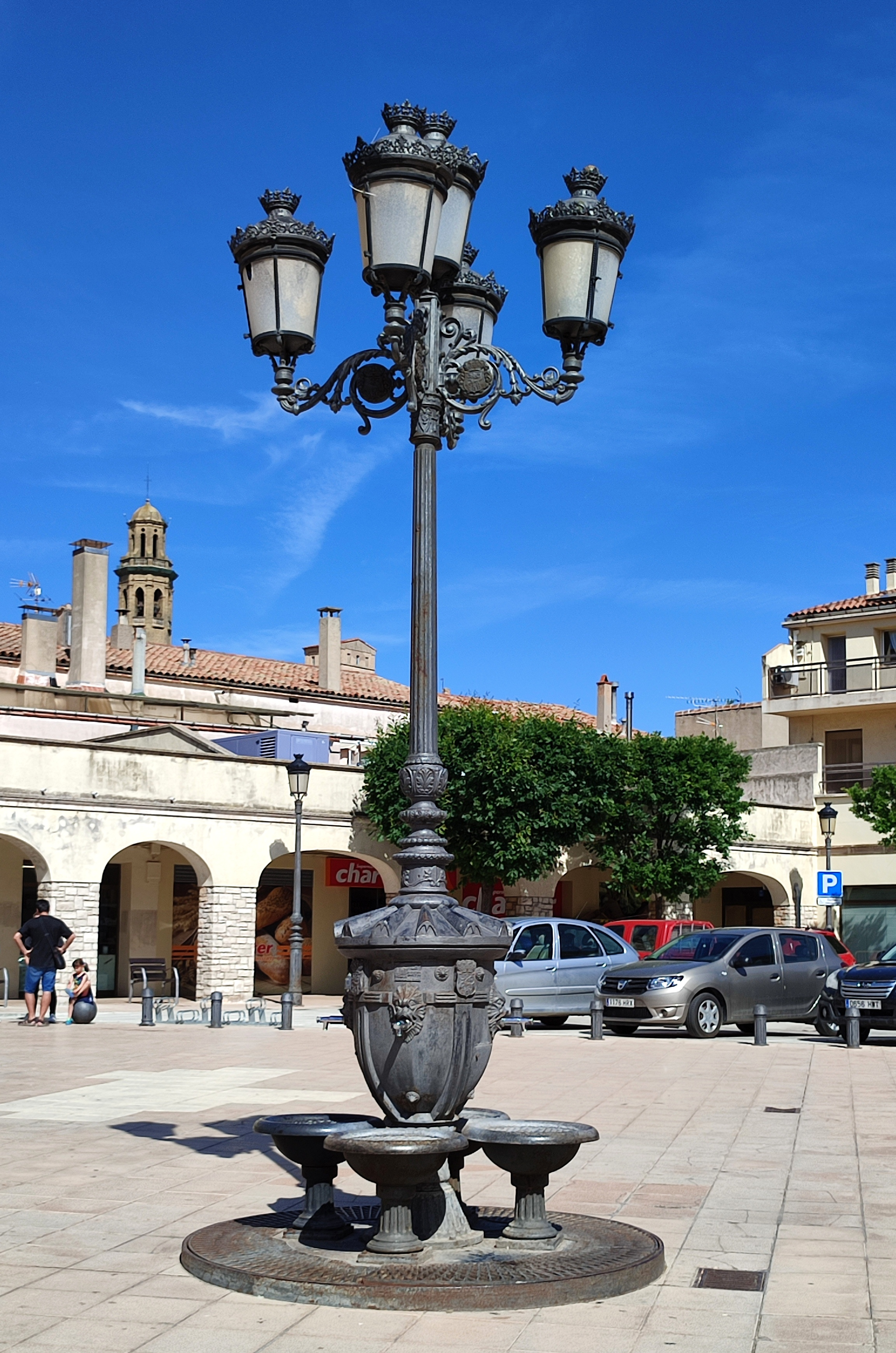
Calaf (Anoia)
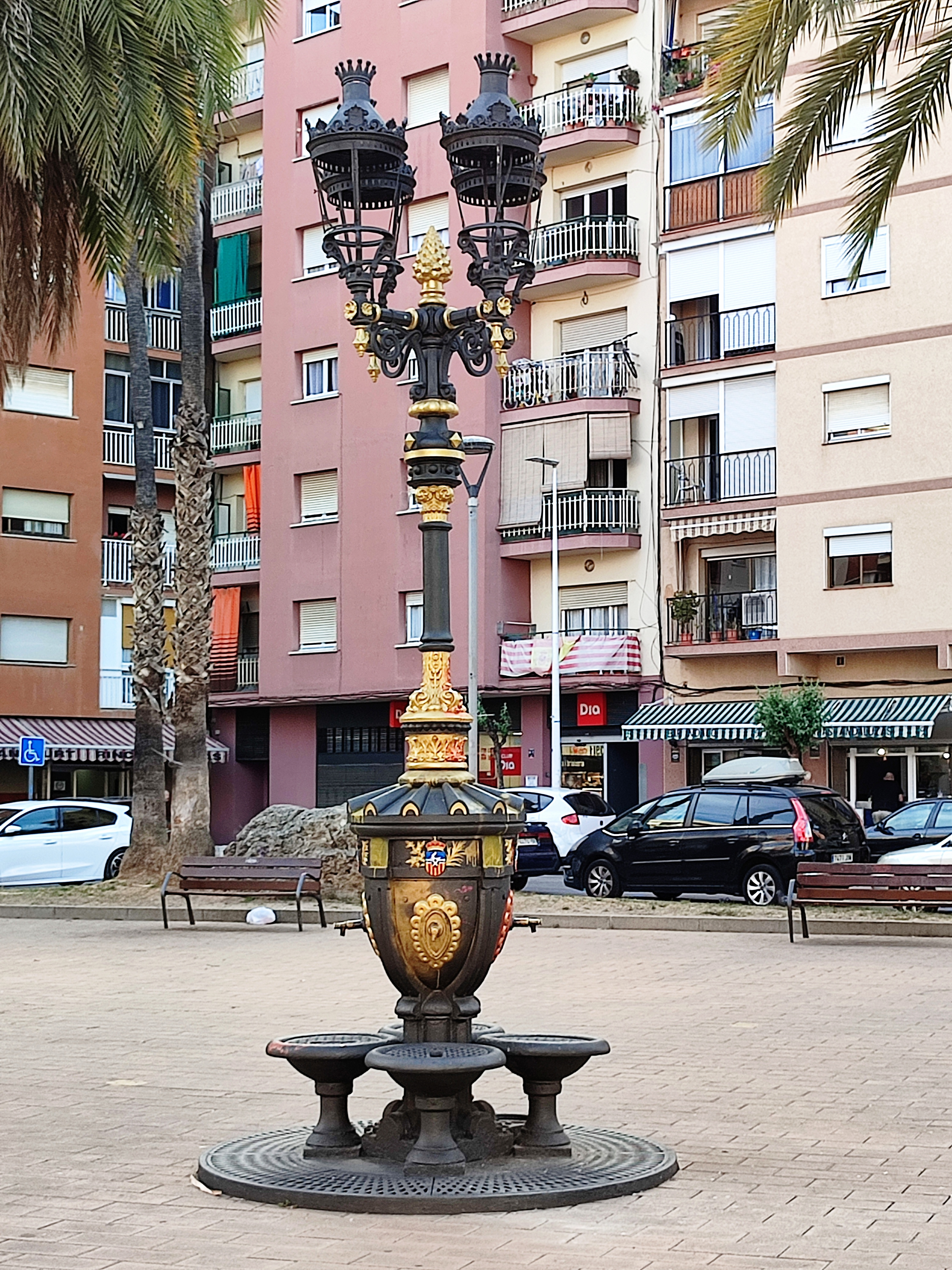
Sant Andreu de la Barca (Baix Llobregat)
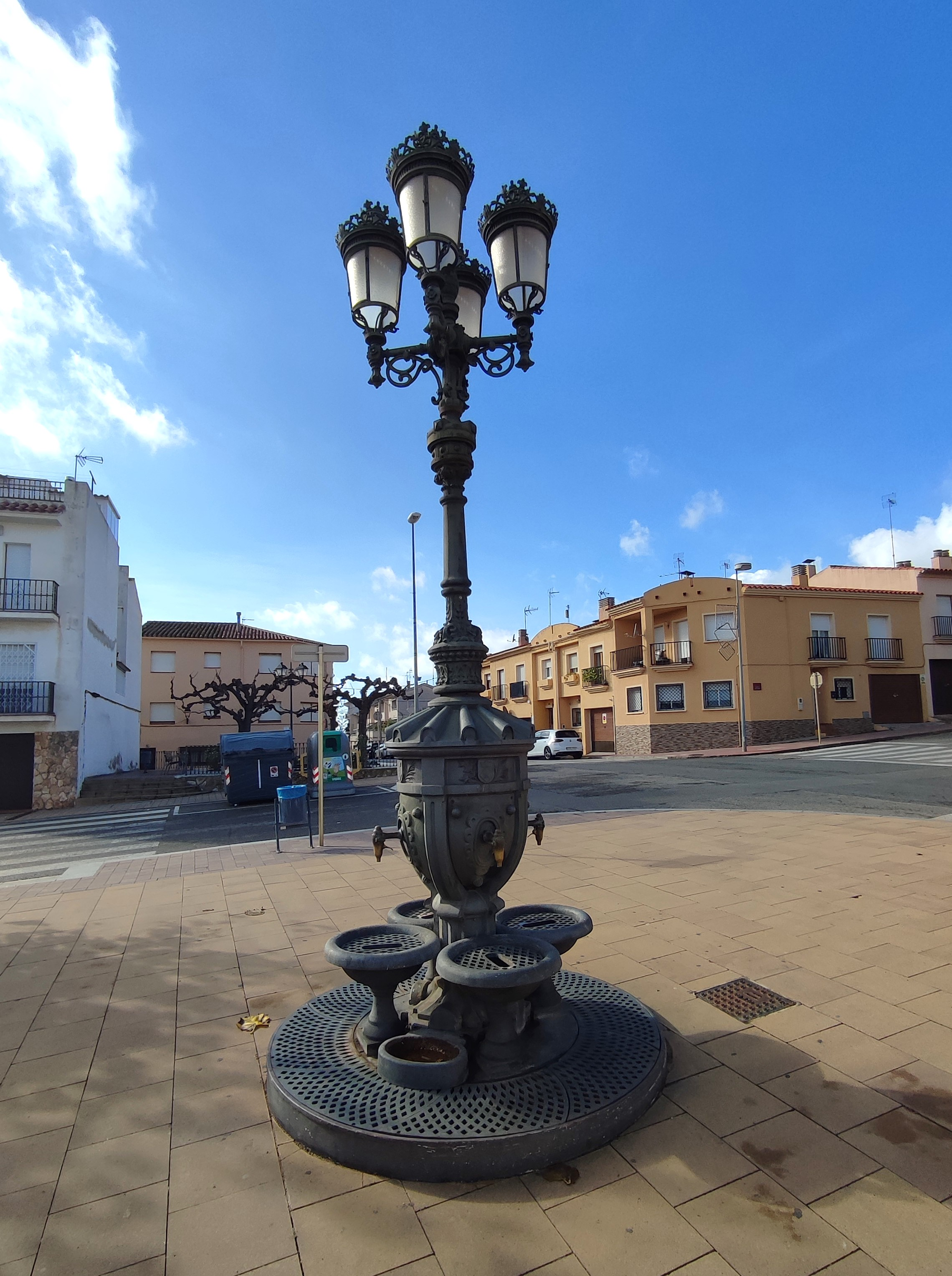
Creixell (Tarragonès)
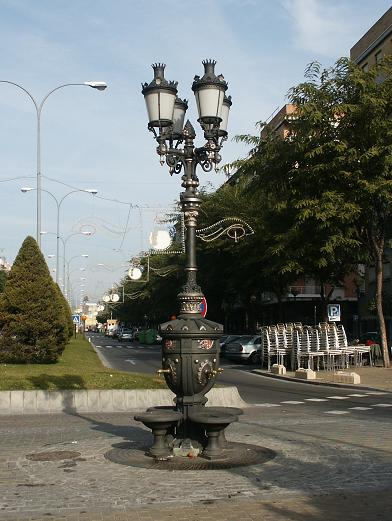
Còrdova (Andalusia)
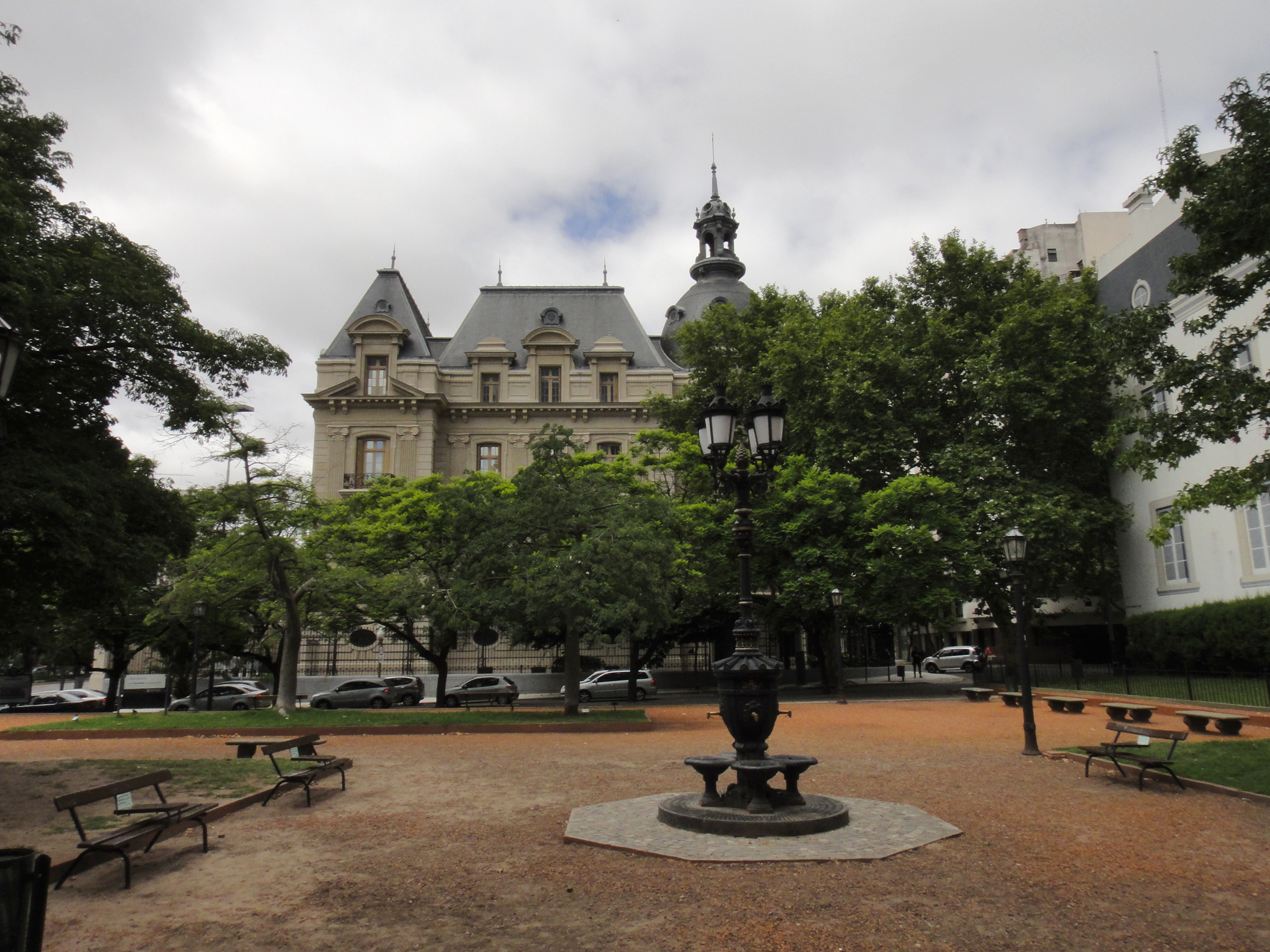
Buenos Aires (Argentina)